# أندي غراي
أندي غراي (بالإنجليزية: Andy Gray)‏ (30 نوفمبر 1955 غلاسكو المملكة المتحدة - ) هو لاعب كرة قدم بريطاني يلعب كمهاجم.

## مسيرته الكروية
لعب أندي غراي خلال مسيرته الاحترافية مع 7 أندية في عشرون موسمًا وسجل خلالها 172 هدف ضمن 464 مباراة. حيث فاز في موسم واحد بالكأس وفي موسمين بالدوري.
خاض أندي غراي مسيرته مع نادي دندي يونايتد في موسم 1973–74 واستمر معه طيلة ثلاثة مواسم، مشاركًا في 62 مباراة سجل خلالها 46 هدفًا. ثم انتقل إلى نادي أستون فيلا في موسم 1975–76 في المرة الأولى ليلعب معه أربعة مواسم ثم في موسم 1985–86 ولمدة موسمين، حيث شارك طوالها في 167 مباراة سجل خلالها 59 هدفًا. لينتقل بعدها إلى نادي وولفرهامبتون واندررز في موسم 1979–80 ليلعب معه خمسة مواسم، مشاركًا في 133 مباراة سجل خلالها 38 هدفًا. ثم انتقل إلى نادي إيفرتون في موسم 1983–84 ولمدة موسمين، مشاركًا في 49 مباراة سجل خلالها 14 هدفًا. هذا وانتقل لاحقًا إلى نادي وست بروميتش ألبيون في موسم 1987–88 ولمدة موسمين، مشاركًا في 35 مباراة سجل خلالها 10 أهداف. ثم انتقل بعدها إلى نادي رينجرز في موسم 1988–89 لمدة موسم واحد، مشاركًا في 14 مباراة سجل خلالها 5 أهداف.

## وصلات خارجية
- أندي غراي على موقع IMDb (الإنجليزية)

أندي غراي على موقع الاتحاد الأوربي (الإنجليزية)
- أندي غراي على موقع الاتحاد الإسكتلندي (الإنجليزية)
- أندي غراي على موقع قاعدة بيانات كرة القدم.إي يو (الإنجليزية)
- أندي غراي على موقع ناشيونال فوتبول تيمز (الإنجليزية)
- أندي غراي على موقع Soccerbase.com (لاعب) (الإنجليزية)
- أندي غراي على موقع عالم كرة القدم.نت (الإنجليزية)